# Ribes microphyllum
Ribes microphyllum är en ripsväxtart som beskrevs av Carl Sigismund Kunth. Ribes microphyllum ingår i släktet ripsar, och familjen ripsväxter. Inga underarter finns listade i Catalogue of Life.